# Marie-Jeanne-Gabrielle
Marie-Jeanne-Gabrielle est une chanson écrite et interprétée par Louis Capart, sur un single sorti en mars 1981 puis dans un album éponyme. Elle est dédiée à la fois à sa mère et à l’Île de Sein d'où elle est originaire.

## Histoire
En 1981, Louis Capart, âgé de 34 ans, est comptable aux Hôpitaux de Paris. Pour se faire plaisir, il auto-produit un 45 tours, enregistré sur l'île de Sein. Pendant plus d'un an, il a écrit une chanson sur la vie de sa mère, Marie-Jeanne-Gabrielle, qui a quitté l’île de Sein pour Paris. Louis Capart se souvenait des longs trajets en bateau lorsque sa mère revenait sur île, de la vie tranquille des îliens et de la découverte de la langue bretonne. Mais c'est en interrogeant Marie-Jeanne-Gabrielle Le Mortellec, née en 1927, qu'il arrive à transcrire la dure vie de l'époque. Finalement, elle offre un condensé de l'histoire des femmes de Sein et même des bretonnes.
Marie-Jeanne-Gabrielle devient sa chanson carte de visite, diffusé par les radios locales. En juin 1982, il passe à Bobino avec Alain Aurenche et Font et Val, et, au mois de novembre, il fait paraître son premier album, toujours autoproduit, Marie-Jeanne-Gabrielle. 

## Reprises
La chanson a fait le tour du monde. En 2003, le groupe Tri Yann l'enregistre sur l'album studio Marines puis en concert dans La Tradition Symphonique 2 avec l'Orchestre National des Pays de Loire et l'Ensemble Vocal de Nantes et en 2019 sur le DVD enregistré à l'occasion des 50 ans du groupe. En 2011 la chanson fait l'objet d'un reprise par l'Ecole Navale. En 2016 elle apparaît sur l'album international franco-suisse Terre Amère de Sang d'Ancre et en 2017 sur l'album Breizh eo ma bro ! interprétée par la chanteuse bretonne Cécile Corbel.